# Faunis masseyeffi
Faunis masseyeffi är en fjärilsart som beskrevs av Brooks 1949. Faunis masseyeffi ingår i släktet Faunis och familjen praktfjärilar. Inga underarter finns listade i Catalogue of Life.